# Anselm L. Strauss
Anselm Leonard Strauss (* 18. Dezember 1916 in New York City; † 5. September 1996 in San Francisco) war ein US-amerikanischer Soziologe.
Strauss veröffentlichte zahlreiche Beiträge zur Medizinsoziologie. Zusammen mit Barney Glaser entwickelte er in den 1960er Jahren den Ansatz der Grounded Theory. Strauss’ Schülerin Kathy Charmaz entwickelte daraus die konstruktivistische Grounded Theory.

## Werdegang
Strauss, dessen Großeltern aus Deutschland in die USA ausgewandert waren, wuchs in Mount Vernon auf. Er studierte an der Universität von Virginia und erhielt seinen Ph.D. von der University of Chicago, wo ihn Herbert Blumer symbolischen Interaktionismus gelehrt hatte.

## Wissenschaftliche Arbeit
Strauss, ein Schüler von Herbert Blumer an der Chicagoer Schule und Mitarbeiter von Everett C. Hughes, veröffentlichte bereits früh Arbeiten zur Sozialpsychologie in der Tradition von George Herbert Mead. In den 1960er Jahren wurde er mit seinen empirischen Krankenhausstudien zu Tod und Sterben international als Medizinsoziologe bekannt und entwickelte zugleich – gemeinsam mit Barney G. Glaser – den Forschungsstil der Grounded Theory in der interpretativen Sozialforschung.
Strauss setzt sich in seinem Werk Mirrors and Masks umfangreich mit dem Identitätsbegriff auseinander. Die Grundthese lautet, dass der Mensch die anderen als Spiegel betrachtet, die das Bild reflektieren, welches der Mensch gerne von sich hätte. Um dieses Bild zu erzeugen, trete der Mensch mit Masken auf. Nach der Definition von Strauss sei Identität unmittelbar mit Interaktion verknüpft. Strauss gibt an, „wer Identität untersuche, muss sich notwendig für Interaktion interessieren, denn die Einschätzung seiner selbst und Anderer vollzieht sich weitgehend in und wegen Interaktion.“
Strauss’ wichtigster Beitrag zur Entwicklung der interaktionistischen Sozialtheorie besteht in der Überwindung der auf Blumer zurückgehenden sozialpsychologischen Verengung des Interaktionismus. Indem er auf im Symbolischen Interaktionismus nur unzureichend rezipierte Elemente pragmatistischer Sozialphilosophie und Epistemologie (Charles S. Peirce, John Dewey, William James, George Herbert Mead) zurückgreift, kommt er zu einer stärkeren Betonung von Perspektivität und Prozesshaftigkeit von Sozialität und bezieht dabei auch die Materialität von Körper und Umwelt explizit mit ein. Unter dem Einfluss der arbeits- und organisationssoziologischen Perspektive Hughes’ öffnete Strauss den Interaktionismus zudem stärker für strukturelle Aspekte von Gesellschaftlichkeit.
Seine sukzessive auf der Basis einer Vielzahl empirischer Studien entwickelte und erst 1993 zusammenhängend ausformulierte interaktionistische Handlungstheorie basiert auf dem Grundgedanken der Hervorbringung gesellschaftlicher Strukturen in fortgesetzten Aushandlungsprozessen (negotiated order, processual ordering) zwischen Akteuren als Repräsentanten sozialer Welten (Theorie sozialer Welten). Dieser Ansatz erweist sich als besonders anschlussfähig für die Wissenschafts- und Technikforschung, die Organisationssoziologie sowie die Medizin-, Gesundheits- und Sozialarbeitsforschung.

## Lebenslauf
- 1939 BS (Biologie) University of Virginia
- 1942 MA (Soziologie)
- 1945 PhD University of Chicago
- 1946 Assistant Professor am Department of Sociology, Indiana University
- 1952 Assistant Professor am Department of Sociology University of Chicago
- 1958 Director of Research am Michael Reese Hospital Chicago
- 1960 Professor am  Department of Social and Behavioral Sciences, University of California, San Francisco
- 1987 Professor Emeritus, Department of Social & Behavioral Sciences; zahlreiche Gastprofessuren, u. a. Konstanz, Cambridge (England), Paris, Frankfurt a. M., Tokio.

## Veröffentlichungen
- mit Alfred Lindesmith: Social Psychology. 1956
  - Deutsche Ausgabe: Symbolische Bedingungen der Sozialisation. 1974
- Mirrors and Masks. The Search for Identity. 1959
  - Deutsche Ausgabe: Spiegel und Masken. Die Suche nach Identität. Aus dem Amerikanischen übersetzt von Heidi Munscheid. Suhrkamp, Frankfurt am Main 1968
- mit Barney Glaser: Awareness of Dying. 1965
- mit Barney Glaser: The Discovery of Grounded Theory. 1967
  - Deutsche Ausgabe: Grounded Theory. Strategien qualitativer Forschung. 1998
- mit Barney Glaser: Time for Dying. 1968
- mit Barney Glaser: Interaktion mit Sterbenden. Beobachtungen für Ärzte, Schwestern, Seelsorger und Angehörige. Vandenhoeck & Ruprecht, Göttingen 1974.
- Negotiations: Varieties, Processes, Contexts, and Social Order. 1978
- mit anderen Autoren: The Social Organization of Medical Work. 1985
- Qualitative Analysis for Social Scientists. 1987
  - Deutsche Ausgabe: Grundlagen qualitativer Sozialforschung: Datenanalyse und Theoriebildung in der empirischen soziologischen Forschung. Paderborn: Fink/UTB. 1991, 2. Aufl. 1998

- mit Juliet Corbin: "Unending Work and Care: Managing Chronic Illness at Home". 1988.
  - Deutsche Ausgabe: "Weiterleben lernen: Verlauf und Bewältigung chronischer Krankheit". Bern: Huber. 3. überarb. Aufl. 2010.
- mit Juliet Corbin: Basics of Qualitative Research: Grounded Theory Procedures and Techniques. 1990
  - Deutsche Ausgabe: Grounded Theory. Grundlagen qualitativer Sozialforschung. 1996
- Continual Permutations of Action. 1993.